# Гай Клавдий Марцелл (консул 49 года до н. э.)
Гай Кла́вдий Марце́лл (лат. Gaius Claudius Marcellus; умер предположительно в 48 году до н. э.) — римский политический деятель и военачальник из плебейской ветви рода Клавдиев, консул 49 года до н. э. Был сторонником Гнея Помпея Великого и врагом Гая Юлия Цезаря, сыграл важную роль в развязывании гражданской войны 49—45 годов до н. э.

## Происхождение
Марцелл принадлежал к плебейской ветви Клавдиев, которая, по предположениям историков, изначально находилась в тесной связи с Клавдиями-патрициями: первые Марцеллы, достигшие курульных магистратур, ещё могли быть клиентами Клавдиев Крассов. Когномен Марцелл является уменьшительной формой преномена Марк, хотя Плутарх возводил этимологию к имени римского бога войны. Первым носителем этого когномена, упоминающимся в источниках, был консул 331 года до н. э.
Гай Клавдий был сыном эдила 91 года до н. э. Марка Клавдия и правнуком трёхкратного консула (в 166, 155 и 152 годах). Его старшим братом был Марк Клавдий, консул 51 года, а двоюродным братом — ещё один Гай Клавдий Марцелл, консул 50 года.

## Биография
Гай Клавдий ни разу не упоминается в источниках до своего избрания консулом. Учитывая требования Корнелиева закона, предусматривавшего определённые временные промежутки между высшими магистратурами, исследователи предполагают, что не позже 52 года до н. э. Марцелл должен был занимать должность претора. Он стал третьим консулом-Марцеллом за три года подряд (после брата Марка и кузена Гая).
Именно в то время перерос в решающую стадию конфликт между двумя самыми могущественными политиками Рима, Гаем Юлием Цезарем и Гнеем Помпеем Великим; последний поддерживал на выборах Марцелла, а первый — Сервия Сульпиция Гальбу. Оба победителя голосования (Гай Клавдий и Луций Корнелий Лентул Крус) были врагами Гая Юлия (Авл Гирций пишет, что они были избраны «с целью отобрать у Цезаря всякие почести и должности»), и Марцелл в этом смысле продолжил своеобразную семейную традицию, но источники не объясняют его мотивы. Предположительно он руководствовался идейными соображениями, тогда как его коллега поддерживал Помпея, поскольку считал это выгодным.
В конце 50 года до н. э., будучи ещё десигнатом, Гай вслед за консулами предыдущего года и своим коллегой приказал Помпею возглавить армию в войне против Цезаря. 1 января 49 года до н. э., сразу после принятия полномочий, Марцелл и Лентул Крус открыли заседание сената и попытались воспрепятствовать чтению письма Цезаря, в котором предлагался компромисс; потом они помешали тому, чтобы на основании этого письма был сделан официальный доклад. Под давлением консулов сенат фактически предъявил Цезарю ультиматум, следствием чего стала гражданская война.
Известно, что на заседании 1 января Марцелл решительно высказался против присвоения царю Нумидии Юбе I статуса «друга и союзника римского народа». Узнав, что Цезарь вторгся с армией в Италию, Гай Клавдий покинул Рим и бежал на юг: 23 января он был в Теане, 27 — в Капуе. Больше он уже не играл самостоятельную роль, являясь простым подчинённым Помпея. Письма Марка Туллия Цицерона, относящиеся к этом периоду, содержат острую критику Марцелла и Лентула; эти нобили продемонстрировали в начале войны свою слабость и некомпетентность, когда без боя сдали врагу столицу, а вместе с ней — всю казну республики.
Позже Гай Клавдий отделился от основных сил помпеянцев, чтобы собрать пополнения в Кампании. В середине февраля Помпей приказал ему и Лентулу идти со всеми имеющимися в их распоряжении войсками к Брундизию, и этот приказ был выполнен. В начале марта Марцелл и его коллега переправились в Диррахий во главе передовой части армии. После этого Гай Клавдий упоминается в источниках только один раз: зимой 49/48 года до н. э. он вместе с Гаем Копонием командовал родосской эскадрой в составе большого флота, который должен был помешать переправе Цезаря из Италии на Балканы. В дальнейшем античные авторы пишут только о Копонии, и это может означать, что Марцелл умер не позже 48 года до н. э. Цицерон в одной из своих речей причисляет его к жертвам гражданской войны.